# Зубрицька культура

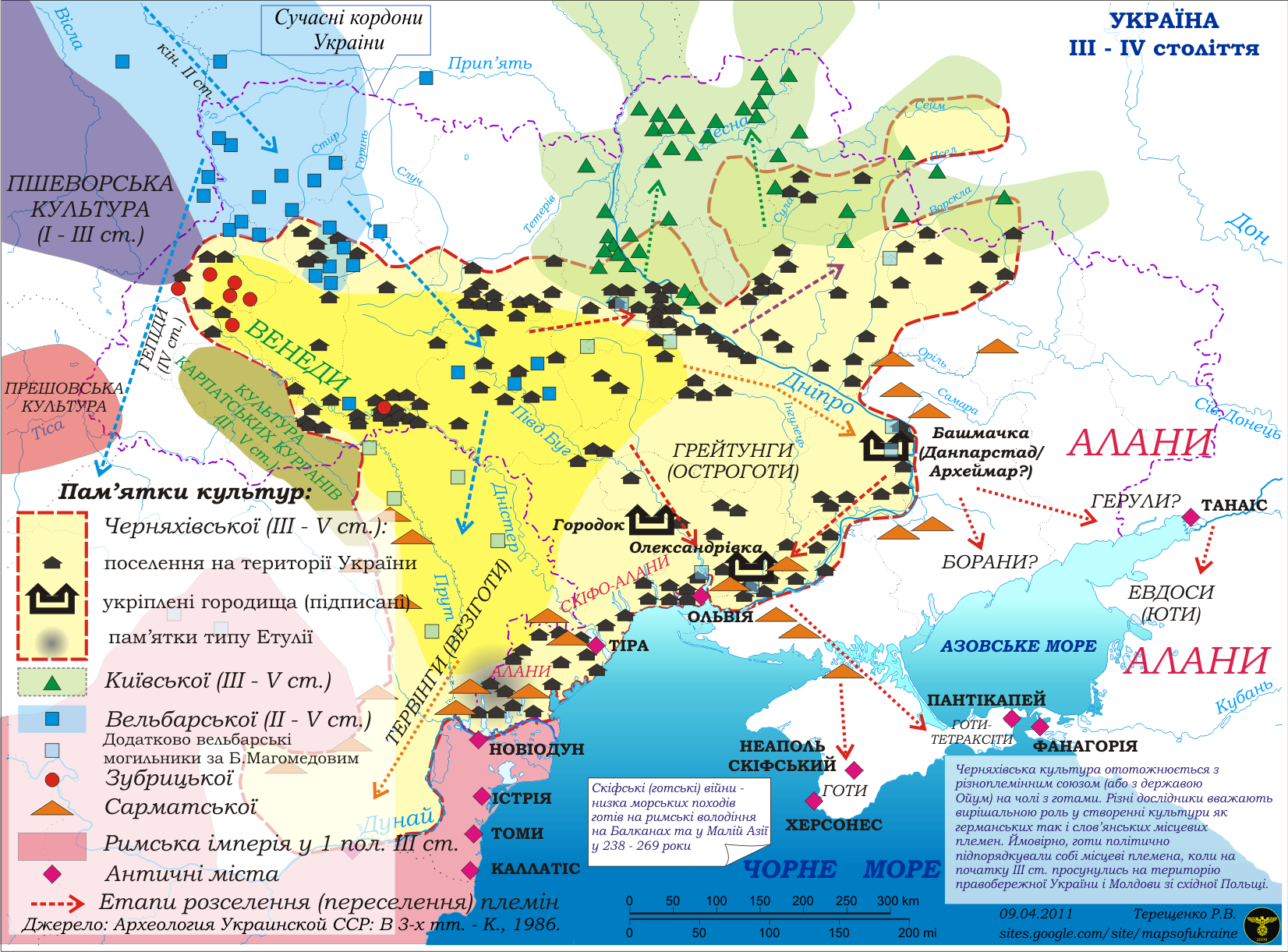

Зубрицька культура — археологічна культура, яка сформувалася в середині I століття н. е. в процесі взаємодії носіїв пшеворської культури і прийшлого з Прип'ятського Полісся населення зарубинецької культури. Назва походить від села Зубра (нині село Пустомитівського району Львівської області України).

## Поширення і хронологія
Пам'ятки зубрицької культури поширені на території Волині та в Верхньому Придністров'ї. У Придністров'ї на формування місцевої зубрицької культури вплинули дакійські племена липицької культури. На Волині зубрицька культура існувала до кінця II століття, потім її пам'ятки тут зникають у зв'язку з експансією готів. В інших місцях пам'ятки зубрицької культури простежуються до III століття, для більш пізнього часу характерна їх трансформація в пам'ятки локальної групи черняхівської культури, які, у свою чергу, мають багато спільних рис з іще більш пізніми пам'ятками корчацької культури типу раннього середньовіччя.

## Опис
Пам'ятки зубрицької культури, представлені невеликими поселеннями з 4-6 жител, розкопано поблизу сіл Підберізці, Сокільники (обидва села Пустомитівського району Львівської області України), Боратин (село Луцького району), Линів (село Локачинського району, обоє в Волинській області України). Житла — напівземлянки або наземні споруди каркасно-стовпової або каркасно-плетеної конструкції — групуються гніздами. Усередині кожного приміщення була лежанка, на земляній підлозі розпалювали багаття. На кожне житло припадає від 5 до 10 ям-льохів. Під час розкопок тут знайдена ліпна кераміка, невеликий набір ремісничих знарядь праці (прясла, ножі, проколки, шила, голки), прикраси (фібули, намистини), предмети особистого користування (гребені) і мисливські знаряддя (наконечники стріл, списів, шпори). Могильники невідомі.
Генетична спорідненість пізньозарубиненьких і зубрицьких пам'яток, присутність у кожній із цих культурних груп пшеворських і зарубинецьких елементів дає підстави вважати їхніх носіїв частиною східноєвропейських венетів, про яких повідомляє Тацит наприкінці І ст. н. е.